# Taça de Portugal 2004/05
Die Taça de Portugal 2004/05 war die 65. Austragung des portugiesischen Pokalwettbewerbs. Er wurde vom portugiesischen Fußballverband ausgetragen. Pokalsieger wurde Vitória Setúbal, das sich im Finale gegen Titelverteidiger Benfica Lissabon durchsetzte. Setúbal qualifizierte sich mit dem Sieg für den UEFA-Pokal 2005/06.
Alle Begegnungen wurden nach unentschiedenem Ausgang zunächst um zweimal 15 Minuten verlängert, und wenn nötig im anschließenden Elfmeterschießen entschieden.

## Teilnehmende Teams
| Primeira Liga (18) | Primeira Liga (18) | Segunda Liga (18) | Segunda Liga (18) |
| --- | --- | --- | --- |
| - Académica de Coimbra - SC Beira-Mar - Belenenses Lissabon - Benfica Lissabon - Boavista Porto - Sporting Braga - GD Estoril Praia - Nacional Funchal - Gil Vicente FC | - Marítimo Funchal - Moreirense FC - FC Penafiel - FC Porto - Rio Ave FC - Sporting Lissabon - União Leiria - Vitória Guimarães - Vitória Setúbal | - FC Alverca - GD Chaves - Desportivo Aves - SC Espinho - CF Estrela Amadora - CD Feirense - FC Felgueiras - Gondomar SC - Leixões SC | - FC Maia - FC Marco - Naval 1º de Maio - SC Olhanense - AD Ovarense - FC Paços de Ferreira - Portimonense SC - CD Santa Clara - Varzim SC |
| Segunda Divisão B (56) | | | |
| - Abrantes FC - Académico de Viseu FC - Amora FC - Atlético CP - FC Barreirense - Benfica e Castelo Branco - Caldas SC - AD Camacha - Casa Pia AC - SC Covilhã - SC Esmoriz - CD Estarreja - AD Fafe - CD Fátima | - Fiães SC - SC Freamunde - FC Infesta - FC Lixa - Louletano DC - AD Lousada - SC Lusitânia - CD Mafra - Odivelas FC - UD Oliveirense - CD Olivais e Moscavide - Oliveira do Bairro SC - FC Oliveira Hospital - CD Operário | - Clube Oriental de Lisboa - FC Pampilhosa - USC Paredes - SC Penalva Castelo - CD Pinhalnovense - Sporting Pombal - CD Portosantense - AD Pontassolense - FC Pedras Rubras - CD Ribeira Brava - GD Ribeirão - SC Salgueiros - AD Sanjoanense - SC Dragões Sandinenses | - CD Trofense - União Lamas - União Madeira - União Micaelense - SC União Torreense - GD Tourizense - CA Valdevez - SC Valenciano - Vasco da Gama AC - Estrela Vendas Novas - UD Vilafranquense - Vilanovense FC - Vilaverdense FC - FC Vizela |
| Terceira Divisão (115) | | | |
| - GD Águias Moradal - RD Águeda - SC Mineiro Aljustrelense - Almada AC - SR Almancilense - Anadia FC - SC Angrense - CD Arrifanense - AA Avanca - Associação Beneditense CD - GD Baira-Mar - CD Beja - GD Bragança - Caçadores Taipas - Canedo FC - Canelas Gaia FC - AD Castro Daire - GDR Bidoeirense - Atlético Cabeceirense - AC Cacém - CSD Câmara de Lobos - Capelense SC - UDR Caranguejeira - AD Carregado - SL Cartaxo - CD Cerveira - FC Cesarense - CD Cinfães - SU 1º Dezembro | - Eléctrico Ponte de Sor - O Elvas CAD - Ermesinde SC - AD Esposende - Estrela Calheta - Juventude Évora - FC Famalicão - SC Farense - Boavista Flores - AD Fazendense - GD Gafanha - Imortal DC - GD Joane - GD Lagoa - GDRC Social Lamas - Leça FC - Sporting Leões - Aliados FC Lordelo - GS Loures - SC Lourinhanense - Lusitano GC Évora - Lusitano VRSA - AD Machico - FC Madalena - AC Malveira - SC Maria da Fonte - AC Marinhense - Merelinense FC - GD Minhocas | - SC Mirandela - CA Mirandense - GD Milheiroense - FC Mogadourense - Desportivo de Monção - GDR Monsanto - CD Montijo - Moura AC - GD Nazarenos - SL Nelas - Neves FC - AD Oliveirense - Pedrouços AC - GD Peniche - AD Poiares - AD Ponte da Barca - AD Portomosense - SC Praiense - Real SC Queluz - Rebordosa AC - Atlético Riachense - UD Rio Maior - SC Rio Tinto - CD Santo António - GD Santacombadense - Santiago FC - UD Santana - AD São Pedro da Cova - GDRC Os Sandinenses | - Santa Maria FC - ADC Santa Marta Penaguião - AD Sátão - SC São João de Ver - FC Seixal - Sertanense FC - GD Sesimbra - Silves FC - GD Sourense - Sport União Sintrense - ACRC Souropires - URD Tires - FC Tirsense - UD Tocha - GD Torre Moncorvo - CD Torres Novas - União de Coimbra - União Idanhense - União Messinense - União Santiago do Cacém - União Torcatense - AD Valecambrense - UD Valonguense - GD Valpaços - GD Velense - GD Vialonga - SC Vianense - ID Vieirense - SC Vila Real |
| Distrikte (22) | | | |
| - ADC Alvarães - Amarante FC - GD Cerva - Sporting Cuba - Fayal SC - Juventude União Figueirense | - CD Gouveia - Guia FC - CF Marialvas - CA Macedo de Cavaleiros - Sport Nisa e Benefica - ARC Oleiros | - Padroense FC - Palmelense FC - CD Rabo Peixe - Boavista Ribeirinha - AD São Vicente - ADRC Terras Bouro | - CD Tondela - União Ericeirense - União de Montemor - União Desportiva da Serra - AD Valonguense |

## 1. Runde
Teilnehmer waren 115 Vereine aus der Terceira Divisão und 22 Vereine der Distriktverbände. Reservemannschaften von Profiklubs waren nicht teilnahmeberechtigt. Die Spiele fanden am 5., 9. und 12. September 2004 statt.

Freilos: SC Angrense
|                             | Ergebnis              |                       |
| --------------------------- | --------------------- | --------------------- |
| FC Seixal                   | 0:3                   | União Messinense      |
| Sport Nisa e Benefica       | 0:2                   | Almada AC             |
| Imortal DC                  | 4:1                   | Palmelense FC         |
| SC Farense                  | 1:5                   | Lusitano GC Évora     |
| União Santiago do Cacém     | 1:2                   | AD Carregado          |
| AC Malveira                 | 3:0                   | AD São Vicente        |
| Sporting Cuba               | 1:5                   | Estrela Calheta       |
| UD Santana                  | 3:1                   | O Elvas CAD           |
| GD Vialonga                 | 4:3                   | SL Cartaxo            |
| Sertanense FC               | 0:2                   | GD Nazarenos          |
| Associação Beneditense CD   | 1:1 n. V. (3:4 i. E.) | AD Portomosense       |
| ID Vieirense                | 0:2                   | AD Sátão              |
| AD Valecambrense            | 2:0                   | CD Arrifanense        |
| Anadia FC                   | 4:1                   | CF Marialvas          |
| União Desportiva da Serra   | 2:0 n. V.             | AC Marinhense         |
| Atlético Riachense          | 3:3 n. V. (4:3 i. E.) | União de Coimbra      |
| CD Montijo                  | 1:3                   | GS Loures             |
| GD Baira-Mar                | 2:1                   | SC Lourinhanense      |
| GD Minhocas                 | 0:2                   | Santiago FC           |
| GD Sesimbra                 | 0:2                   | AD Machico            |
| SR Almancilense             | 1:0                   | CD Beja               |
| GD Velense                  | 4:1                   | Capelense SC          |
| Boavista Ribeirinha         | 1:0 n. V.             | CD Rabo Peixe         |
| FC Madalena                 | 2:0                   | Sporting Leões        |
| SC Praiense                 | 1:1 n. V. (1:4 i. E.) | CD Santo António      |
| SC Mineiro Aljustrelense    | 1:0                   | Lusitano VRSA         |
| Silves FC                   | 2:1                   | União de Montemor     |
| AC Cacém                    | 3:1                   | União Ericeirense     |
| Guia FC                     | 1:2                   | Sport União Sintrense |
| SU 1º Dezembro              | 0:0 n. V. (3:2 i. E.) | GD Lagoa              |
| Juventude Évora             | 5:1                   | URD Tires             |
| Real SC Queluz              | 2:0                   | CSD Câmara de Lobos   |
| Moura AC                    | 2:1                   | AD Fazendense         |
| Eléctrico Ponte de Sor      | 0:2                   | GDR Monsanto          |
| SL Nelas                    | 4:2                   | GD Milheiroense       |
| GD Bragança                 | 0:1                   | UD Valonguense        |
| Ermesinde SC                | 3:2 n. V.             | Santa Maria FC        |
| Padroense FC                | 3:3 n. V. (3:4 i. E.) | Canedo FC             |
| CD Cinfães                  | 1:3 n. V.             | GD Joane              |
| AD Esposende                | 4:0                   | ADC Alvarães          |
| Desportivo de Monção        | 3:3 n. V. (1:4 i. E.) | AD Oliveirense        |
| AD São Pedro da Cova        | 2:1                   | AD Ponte da Barca     |
| GD Cerva                    | 1:2 n. V.             | FC Tirsense           |
| Amarante FC                 | 5:4                   | SC Maria da Fonte     |
| CD Cerveira                 | 3:0                   | AD Valonguense        |
| Merelinense FC              | 1:0                   | FC Mogadourense       |
| Neves FC                    | 0:6                   | GD Torre Moncorvo     |
| Leça FC                     | 2:1 n. V.             | GDRC Os Sandinenses   |
| Rebordosa AC                | 1:2                   | Aliados FC Lordelo    |
| GD Valpaços                 | 1:3                   | FC Famalicão          |
| GD Gafanha                  | 1:0                   | GDR Bidoeirense       |
| ACRC Souropires             | 2:2 n. V. (6:5 i. E.) | GD Peniche            |
| Juventude União Figueirense | 1:3                   | AA Avanca             |
| UD Tocha                    | 6:0                   | CD Gouveia            |
| CD Tondela                  | 0:1                   | CD Torres Novas       |
| União Idanhense             | 4:2                   | SC São João de Ver    |
| FC Cesarense                | 2:1                   | GD Sourense           |
| GD Santacombadense          | 0:2                   | AD Castro Daire       |
| SC Vila Real                | 3:5 n. V.             | SC Vianense           |
| SC Rio Tinto                | 3:0                   | Pedrouços AC          |
| ADC Santa Marta Penaguião   | 4:2 n. V.             | União Torcatense      |
| GD Águias Moradal           | 0:2                   | UD Rio Maior          |
| CA Mirandense               | 4:2                   | UDR Caranguejeira     |
| RD Águeda                   | 3:0                   | AD Poiares            |
| GDRC Social Lamas           | 7:0                   | ARC Oleiros           |
| Boavista Flores             | 3:2                   | Fayal SC              |
| Caçadores Taipas            | 1:0                   | SC Mirandela          |
| CA Macedo de Cavaleiros     | 0w. o. 1              | Canelas Gaia FC       |
| ADRC Terras Bouro           | 0w. o. 2              | Atlético Cabeceirense |

## 2. Runde
Zu den 70 qualifizierten Teams aus der 1. Runde kamen 56 Vereine aus der drittklassigen Segunda Divisão B hinzu. Reservemannschaften von Profiklubs waren nicht teilnahmeberechtigt. Die Spiele fanden am 19. September und 5. Oktober 2004 statt.
|                           | Ergebnis              |                           |
| ------------------------- | --------------------- | ------------------------- |
| UD Rio Maior              | 3:0                   | RD Águeda                 |
| SL Nelas                  | 1:2                   | SC Covilhã                |
| União Desportiva da Serra | 2:2 n. V. (2:3 i. E.) | SC Penalva Castelo        |
| Abrantes FC               | 2:0                   | CD Estarreja              |
| CD Cerveira               | 2:1                   | SC Valenciano             |
| Benfica e Castelo Branco  | 4:0                   | GDRC Social Lamas         |
| SC União Torreense        | 1:1 n. V. (5:4 i. E.) | FC Cesarense              |
| Canedo FC                 | 1:0                   | Oliveira do Bairro SC     |
| CD Torres Novas           | 2:0                   | AD Sátão                  |
| União Idanhense           | 2:1                   | GDR Monsanto              |
| Caldas SC                 | 3:1                   | UD Vilafranquense         |
| GD Tourizense             | 0:0 n. V. (6:7 i. E.) | SC Esmoriz                |
| AA Avanca                 | 1:1 n. V. (5:6 i. E.) | GD Nazarenos              |
| CD Fátima                 | 2:1                   | CD Mafra                  |
| Ermesinde SC              | 2:2 n. V. (2:4 i. E.) | GD Torre Moncorvo         |
| FC Pedras Rubras          | 4:2                   | AD Fafe                   |
| Caçadores Taipas          | 0:0 n. V. (6:7 i. E.) | AD Oliveirense            |
| FC Lixa                   | 1:0                   | GD Joane                  |
| FC Infesta                | 4:0                   | Amarante FC               |
| SC Vianense               | 4:0                   | FC Tirsense               |
| AD Esposende              | 1:2                   | Leça FC                   |
| SC Freamunde              | 1:1 n. V. (2:4 i. E.) | CA Valdevez               |
| SC Rio Tinto              | 0:1                   | Fiães SC                  |
| AD São Pedro da Cova      | 2:3                   | AD Lousada                |
| Aliados FC Lordelo        | 1:0                   | Vilaverdense FC           |
| CD Trofense               | 2:1                   | FC Vizela                 |
| USC Paredes               | 0:1                   | SC Dragões Sandinenses    |
| SC Salgueiros             | 2:0                   | ADC Santa Marta Penaguião |
| FC Famalicão              | 3:0                   | GD Ribeirão               |
| Merelinense FC            | 2:1                   | UD Valonguense            |
| ACRC Souropires           | 2:1                   | AD Valecambrense          |
| FC Oliveira Hospital      | 3:0                   | GD Gafanha                |
| Silves FC                 | 1:2                   | Lusitano GC Évora         |
| GD Baira-Mar              | 1:2                   | Sport União Sintrense     |
| UD Santana                | 4:0                   | CD Santo António          |
| Louletano DC              | 4:3                   | CD Operário               |
| Almada AC                 | 1:0                   | CD Portosantense          |
| AD Camacha                | 4:1                   | Atlético CP               |
| Vasco da Gama AC          | 0:3                   | GD Vialonga               |
| Real SC Queluz            | 4:0                   | Santiago FC               |
| FC Madalena               | 3:1                   | União Micaelense          |
| SC Mineiro Aljustrelense  | 2:0                   | SC Lusitânia              |
| AC Cacém                  | 0:1                   | União Madeira             |
| AD Machico                | 0:1                   | CD Olivais e Moscavide    |
| Estrela Vendas Novas      | 1:2 n. V.             | Imortal DC                |
| Estrela Calheta           | 1:0                   | CD Ribeira Brava          |
| Casa Pia AC               | 1:1 n. V. (5:4 i. E.) | SU 1º Dezembro            |
| AD Sanjoanense            | 6:3                   | UD Tocha                  |
| FC Pampilhosa             | 2:1                   | CA Mirandense             |
| Anadia FC                 | 2:1 n. V.             | Atlético Riachense        |
| Académico de Viseu FC     | 2:0 n. V.             | AD Portomosense           |
| UD Oliveirense            | 1:0                   | AD Castro Daire           |
| AD Carregado              | 1:1 n. V. (3:4 i. E.) | Sporting Pombal           |
| GS Loures                 | 1:4                   | CD Pinhalnovense          |
| AD Pontassolense          | 0:1                   | Juventude Évora           |
| União Messinense          | 0:2                   | Odivelas FC               |
| GD Velense                | 3:5                   | AC Malveira               |
| Amora FC                  | 3:0                   | Boavista Ribeirinha       |
| SC Angrense               | 3:1                   | Boavista Flores           |
| Clube Oriental de Lisboa  | 1:1 n. V. (6:5 i. E.) | FC Barreirense            |
| Moura AC                  | 1:3                   | SR Almancilense           |
| CA Macedo de Cavaleiros   | 2:3 n. V.             | Vilanovense FC            |
| Atlético Cabeceirense     | 1:2                   | União Lamas               |

## 3. Runde
Qualifiziert waren die 63 Teams aus der 2. Runde und die 18 Vereine aus der zweitklassigen Segunda Liga. Die Spiele fanden am 5., 10. und 13. Oktober 2004 statt.

Freilos: FC Marco
|                          | Ergebnis              |                          |
| ------------------------ | --------------------- | ------------------------ |
| FC Madalena              | 5:2                   | CD Olivais e Moscavide   |
| Leça FC                  | 3:1                   | SC Esmoriz               |
| FC Oliveira Hospital     | 4:2 n. V.             | Juventude Évora          |
| Real SC Queluz           | 4:3                   | SC União Torreense       |
| Caldas SC                | 1:3                   | Sport União Sintrense    |
| Casa Pia AC              | 0:0 n. V. (3:4 i. E.) | Imortal DC               |
| Académico de Viseu FC    | 2:1                   | SC Covilhã               |
| AD Sanjoanense           | 3:1                   | SC Dragões Sandinenses   |
| SC Salgueiros            | 0:1                   | GD Nazarenos             |
| UD Oliveirense           | 4:2                   | UD Santana               |
| Estrela Calheta          | 2:0                   | FC Infesta               |
| GD Vialonga              | 1:3                   | SC Vianense              |
| União Idanhense          | 3:4                   | UD Rio Maior             |
| Merelinense FC           | 2:0                   | União Lamas              |
| Canedo FC                | 3:1                   | SC Mineiro Aljustrelense |
| ACRC Souropires          | 1:3                   | SR Almancilense          |
| FC Famalicão             | 1:1 n. V. (1:3 i. E.) | Sporting Pombal          |
| FC Lixa                  | 1:3 n. V.             | Anadia FC                |
| CD Torres Novas          | 1:4                   | AD Oliveirense           |
| Odivelas FC              | 1:0                   | CD Trofense              |
| Fiães SC                 | 2:1                   | AD Camacha               |
| GD Chaves                | 4:0                   | Amora FC                 |
| FC Alverca               | 1:0                   | Abrantes FC              |
| AD Lousada               | 2:1                   | SC Olhanense             |
| CD Pinhalnovense         | 2:0                   | Varzim SC                |
| Clube Oriental de Lisboa | 2:1 n. V.             | FC Felgueiras            |
| Desportivo Aves          | 4:1 n. V.             | Portimonense SC          |
| AD Ovarense              | 0:1                   | CF Estrela Amadora       |
| SC Angrense              | 1:1 n. V. (3:4 i. E.) | FC Paços de Ferreira     |
| SC Espinho               | 3:1                   | Almada AC                |
| Benfica e Castelo Branco | 1:1 n. V. (4:5 i. E.) | CD Fátima                |
| FC Pampilhosa            | 3:1                   | SC Penalva Castelo       |
| União Madeira            | 1:2                   | FC Pedras Rubras         |
| CD Cerveira              | 0:3                   | Naval 1º de Maio         |
| Aliados FC Lordelo       | 2:1 n. V.             | Gondomar SC              |
| AC Malveira              | 1:2                   | CD Santa Clara           |
| FC Maia                  | 1:0                   | GD Torre Moncorvo        |
| Louletano DC             | 4:2                   | Lusitano GC Évora        |
| Leixões SC               | 4:2                   | CD Feirense              |
| CA Valdevez              | 2:1                   | Vilanovense FC           |

## 4. Runde
Zu den 41 qualifizierten Teams aus der 3. Runde kamen die 18 Vereine der Primera Liga hinzu. Die Spiele fanden am 26. und 27. Oktober 2004 statt.

Freilos: Belenenses Lissabon
|                       | Ergebnis              |                          |
| --------------------- | --------------------- | ------------------------ |
| Naval 1º de Maio      | 1:3                   | Sporting Lissabon        |
| Vitória Guimarães     | 2:1                   | FC Porto                 |
| FC Madalena           | 3:4                   | União Leiria             |
| GD Chaves             | 0:2                   | Rio Ave FC               |
| SR Almancilense       | 0:3                   | Académica de Coimbra     |
| FC Alverca            | 0:1                   | Boavista Porto           |
| Nacional Funchal      | 1:1 n. V. (3:0 i. E.) | Desportivo Aves          |
| Odivelas FC           | 2:1                   | Gil Vicente FC           |
| FC Oliveira Hospital  | 3:3 n. V. (5:4 i. E.) | AD Sanjoanense           |
| CA Valdevez           | 0:1                   | Aliados FC Lordelo       |
| Académico de Viseu FC | 4:0                   | Merelinense FC           |
| Sporting Braga        | 2:0                   | AD Lousada               |
| Real SC Queluz        | 0:5                   | Marítimo Funchal         |
| GD Estoril Praia      | 0:1                   | CF Estrela Amadora       |
| Moreirense FC         | 4:1                   | FC Marco                 |
| Estrela Calheta       | 0:2                   | CD Pinhalnovense         |
| Fiães SC              | 3:1                   | Sport União Sintrense    |
| Leça FC               | 0:0 n. V. (5:3 i. E.) | Canedo FC                |
| Imortal DC            | 1:2                   | Sporting Pombal          |
| FC Penafiel           | 9:0                   | GD Nazarenos             |
| AD Oliveirense        | 1:0                   | Anadia FC                |
| SC Espinho            | 1:0                   | CD Santa Clara           |
| Vitória Setúbal       | 2:0                   | FC Pedras Rubras         |
| UD Rio Maior          | 1:3 n. V.             | FC Maia                  |
| FC Pampilhosa         | 3:1 n. V.             | CD Fátima                |
| Leixões SC            | 2:3 n. V.             | Louletano DC             |
| SC Vianense           | 4:2                   | UD Oliveirense           |
| Benfica Lissabon      | 3:1                   | Clube Oriental de Lisboa |
| FC Paços de Ferreira  | 1:2 n. V.             | SC Beira-Mar             |

## 5. Runde
Qualifiziert waren die 30 Sieger der 4. Runde. Die Spiele fanden zwischen dem 21. Dezember 2004 und 12. Januar 2005 statt.
|                       | Ergebnis              |                      |
| --------------------- | --------------------- | -------------------- |
| Benfica Lissabon      | 4:1 n. V.             | AD Oliveirense       |
| FC Oliveira Hospital  | 2:1                   | Moreirense FC        |
| SC Vianense           | 1:3                   | Boavista Porto       |
| Sporting Lissabon     | 4:1                   | FC Pampilhosa        |
| Odivelas FC           | 1:2 n. V.             | Sporting Braga       |
| SC Beira-Mar          | 2:2 n. V. (4:3 i. E.) | SC Espinho           |
| CD Pinhalnovense      | 3:0                   | Leça FC              |
| Fiães SC              | 1:1 n. V. (1:4 i. E.) | Marítimo Funchal     |
| União Leiria          | 1:2                   | Nacional Funchal     |
| Aliados FC Lordelo    | 0:2                   | Vitória Guimarães    |
| Rio Ave FC            | 0:2                   | Académica de Coimbra |
| CF Estrela Amadora    | 1:0 n. V.             | Louletano DC         |
| Académico de Viseu FC | 1:3                   | Vitória Setúbal      |
| FC Penafiel           | 3:2                   | FC Maia              |
| Belenenses Lissabon   | 3:0                   | Sporting Pombal      |

## Achtelfinale
Qualifiziert waren die 15 Sieger der 5. Runde. Die Spiele fanden am 25. und 26. Januar 2005 statt.

Freilos: SC Beira-Mar
|                      | Ergebnis              |                     |
| -------------------- | --------------------- | ------------------- |
| Nacional Funchal     | 3:4 n. V.             | Boavista Porto      |
| FC Oliveira Hospital | 0:1                   | Sporting Braga      |
| Vitória Setúbal      | 3:1                   | Vitória Guimarães   |
| CD Pinhalnovense     | 1:2                   | Belenenses Lissabon |
| CF Estrela Amadora   | 1:0                   | FC Penafiel         |
| Académica de Coimbra | 1:2                   | Marítimo Funchal    |
| Benfica Lissabon     | 3:3 n. V. (7:6 i. E.) | Sporting Lissabon   |

## Viertelfinale
Qualifiziert waren die 8 Sieger des Achtelfinals. Die Spiele fanden am 2. und 3. März 2005 statt.
|                    | Ergebnis              |                     |
| ------------------ | --------------------- | ------------------- |
| Marítimo Funchal   | 0:2                   | Boavista Porto      |
| CF Estrela Amadora | 0:0 n. V. (8:7 i. E.) | Belenenses Lissabon |
| Vitória Setúbal    | 3:2                   | Sporting Braga      |
| Benfica Lissabon   | 1:0                   | SC Beira-Mar        |

## Halbfinale
Die Spiele fanden am 19. und 20. April 2005 statt.
|                    | Ergebnis  |                  |
| ------------------ | --------- | ---------------- |
| Vitória Setúbal    | 2:1 n. V. | Boavista Porto   |
| CF Estrela Amadora | 0:3       | Benfica Lissabon |

## Finale
| Paarung          | Benfica Lissabon – Vitória Setúbal |
| Ergebnis         | 1:2 (1:1) |
| Datum            | 19. Mai 2005 um 17:00 Uhr |
| Stadion          | Estádio Nacional, Oeiras |
| Schiedsrichter   | Paulo Costa |
| Tore             | 0:1 Simão Sabrosa (5., Foulelfmeter) 1:1 Manuel José Vieira (26.) 1:2 Albert Meyong Zé (73.) |
| Benfica Lissabon | José Moreira, Miguel, Alcides Araújo Alves, Ricardo Rocha, Panagiotis Fyssas (54. Manuel dos Santos) – Petit, Manuel Fernandes, Geovanni, Nuno Assis (74. Mantorras) – Simão Sabrosa , Nuno Gomes, (85. Andrija Delibašić) Cheftrainer: Giovanni Trapattoni ( Italien) |
| Vitória Setúbal  | Marcelo Moretto – Éder Bonfim, Auri, Hugo Alcântara, Nandinho – Ricardo Chaves, Sandro Mendes , Manuel José Vieira (78. Binho), Jorginho, Bruno Ribeiro – Albert Meyong Zé (88. Igor). Cheftrainer: José Rachão                                                        |
| Gelbe Karten     | Mantorras, Andrija Delibašić – Marcelo Moretto, Hugo Alcântara, Jorginho |